# Ove Ullerup
Ove Ullerup (født 19. juli 1951 i Toftlund) er en dansk jurist, der har været kammerherre, ambassadør og hofmarskal.

## Biografi
Han er uddannet jurist i 1977, hvorefter han var tilknyttet FN's Flygtningehøjkommissariat indtil 1980.
Fra 1980 var han ansat i Udenrigsministeriet og fra 1997-2001 ambassadør i Vietnam.
Han var hofmarskal fra 2003 til 2014, hvor han annoncerede sin afgang for i stedet at blive ambassadør i Stockholm med virkning fra august 2015.

## Privat
Han er gift med Bodil Mørkøv, født den 27. februar 1956, og er far til tre døtre: Caroline, Simone og skuespilleren Emilie Ullerup.

## Ordener
- Erindringsmedaillen i Anledning af Hans Kongelige Højhed Prinsgemalens 75 Års Fødselsdag af Danmark (2009)
- Erindringsmedaillen i Anledning af Hendes Majestæt Dronningens 70 Års Fødselsdag af Danmark (2010)
- Storkors af Dannebrogordenen af Danmark (2012)
- Beredskabsforbundets Hæderstegn af Danmark (2005)
- Adolph af Nassaus civile og militære Fortjenstorden af Luxembourg
- Aztekiske Ørns Mexicanske Orden af Mexico
- Nordstjerneordenen af Sverige
- Føniksordenen af Grækenland
- Stara Planina Orden af Bulgarien
- Sydkorsorden af Brasilien